# Noël Bas
Pour les articles homonymes, voir Bas.
Noël Bas, né François Bas le 25 décembre 1877 à Strenquels et mort le 3 juillet 1960 à Brive-la-Gaillarde, est un gymnaste artistique français. 

## Biographie
Hercule brun et svelte, il travaille avec son père dans la boucherie familiale, à Brive. 
En 1899, il termine troisième du concours de l'Union des gymnastiques de France, à la fête fédérale organisée en mai à Saint-Étienne sous la présidence de Félix Faure (derrière Van de Putte de La Roubaisienne premier, et Buttion de Lyon deuxième).
Noël Bas participe à l'épreuve d'exercices combinés lors des Jeux olympiques de 1900 à Paris, et remporte la médaille d'argent.
Il est sacré champion de France du concours général de gymnastique artistique la même année, après avoir déjà été champion fédéral l'année précédente (à Dijon).
Gustave Sandras (médaillé d'or aux Jeux) et Noël Bas reçoivent chacun un bronze d'art Atalante du sculpteur Sauls, d'une valeur de 1 800 francs de l'époque, ainsi que la médaille d'or de 500 francs, sans préjudice de leurs couronnes.